# Keretapi Tanah Melayu
Keretapi Tanah Melayu (w skrócie KTM) – malezyjski narodowy przewoźnik kolejowy. Prowadzi przewozy pasażerskie i towarowe na sieci kolejowej o długości 1 655 km.
Członek UIC od 1988 roku.

## Przewozy pasażerskie
KTM uruchamia pociągi:
- ETS (Electric Train Service) – pociągi dalekobieżne na liniach zelektryfikowanych
- Intercity – pociągi dalekobieżne na liniach niezelektryfikowanych
- kommuter – podmiejskie
- shuttle – regionalne

## Historia
Powstał w 1992 roku w wyniku przekształcenia Malayan Railways Limited.